# Buzz Communication
Albums de AAA
Heartful
(2010) 777 ~Triple Seven~
(2012)
Singles
Buzz Communication est le 6ealbum du groupe AAA, sorti sous le label Avex Trax le 16 février 2011 au Japon. Il atteint la 2e place du classement de l'Oricon. Il se vend à 50 701 exemplaires la première semaine et reste classé pendant 16 semaines, pour un total de 71 744 exemplaires vendus. Il sort en format CD, CD+DVD, CD+2DVD, 2CD+DVD mu-mo version. Le mini album du même nom est sorti le 12 janvier 2011 en format CD+DVD. C'est l'album le plus vendu des AAA à ce jour (2011).

## Liste des titres
| 1.  | accel. | Tetsuya Komuro | Tetsuya Komuro | 1:55 |
| 2.  | PARADISE | kenko-p        | Tetsuya Komuro | 5:01 |
| 3.  | Makenai Kokoro (負けない心) | Kenn Kato      | Tetsuya Komuro | 4:27 |
| 4.  | Aitai Riyuu (逢いたい理由) | Kyasu Morizuki | Tetsuya Komuro | 4:40 |
| 5.  | One more tomorrow | Tetsuya Komuro | Tetsuya Komuro | 5:19 |
| 6.  | Endless Fighters | Kenn Kato      | Tetsuya Komuro | 4:20 |
| 7.  | STEP | BounceBack     | Tetsuya Komuro | 4:26 |
| 8.  | Digest | Leonn          | Tetsuya Komuro | 5:41 |
| 9.  | Love@1st Sight | Aoyama Mio     | Tetsuya Komuro | 4:53 |
| 10. | Dream After Dream ~Yume Kara Sameta Yume~ (Dream After Dream ~夢から醒めた夢~) | Kenn Kato      | Tetsuya Komuro | 4:20 |
| 11. | Daiji na Koto (ダイジナコト) | Tetsuya Komuro | Tetsuya Komuro | 5:29 |
| 12. | Day by day | Tetsuya Komuro | Tetsuya Komuro | 4:36 |
| 13. | WOW WAR TONIGHT ~Toki ni wa Okose yo Movement~ (Hidaka RAP Iri ver Hatsu Shuuroku) (WOW WAR TONIGHT～時には起こせよムーヴメント～※日高 RAP入りver 初収録 (mu-mo vers. seulement)) | Tetsuya Komuro | Tetsuya Komuro | 6:26 |
| 14. | DEPARTURES (original: Globe) ((mu-mo vers. seulement)) | Tetsuya Komuro | Tetsuya Komuro | 5:29 |
| 15. | Itoshisa to Setsunasa to Kokoro Tsuyosa to (original: Ryōko Shinohara ) (恋しさと せつなさと 心強さと (mu-mo vers. seulement))                                                    | Tetsuya Komuro | Tetsuya Komuro | 4:23 |

| 1. | Think about AAA 5th Anniversary ~season 1~ |  |
| 2. | Think about AAA 5th Anniversary ~season 2~ |  |
| 3. | Think about AAA 5th Anniversary ~season 3~ |  |
| 4. | Think about AAA 5th Anniversary ~season 4~ |  |
| 5. | Think about AAA 5th Anniversary ~season 5~ |  |
| 6. | Think about AAA 5th Anniversary ~season 6~ |  |

| 1.  | Aitai Riyuu (逢いたい理由)                                                                 |  |
| 2.  | Dream After Dream ~Yume Kara Sameta Yume~ (Dream After Dream ~夢から醒めた夢~)             |  |
| 3.  | Makenai Kokoro (負けない心)                                                                |  |
| 4.  | PARADISE                                                                                   |  |
| 5.  | Daiji na Koto (ダイジナコト)                                                               |  |
| 6.  | STEP                                                                                       |  |
| 7.  | Aitai Riyuu (Making of) (逢いたい理由)                                                     |  |
| 8.  | Dream After Dream ~Yume Kara Sameta Yume~ (Making of) (Dream After Dream ~夢から醒めた夢~) |  |
| 9.  | Makenai Kokoro (Making of) (負けない心)                                                    |  |
| 10. | PARADISE (Making of)                                                                       |  |
| 11. | Daiji na Koto (Making of) (ダイジナコト)                                                   |  |
| 12. | STEP (Making of)                                                                           |  |

| 1. | AAA 5th Anniversary Premium Award (120 minute) |  |

| 1. | Aitai Riyuu (逢いたい理由)                                                     |  |
| 2. | Dream After Dream ~Yume Kara Sameta Yume~ (Dream After Dream ~夢から醒めた夢~) |  |
| 3. | Makenai Kokoro (負けない心)                                                    |  |
| 4. | PARADISE                                                                       |  |
| 5. | Daiji na Koto (ダイジナコト)                                                   |  |
| 6. | STEP                                                                           |  |

| 1. | AAA TOUR History (ヒストリー) :  |  |
| 2. | AAA Heart to ♥ TOUR 2010         |  |
| 3. | AAA Buzz Communication Tour 2011 |  |

| 1. | Aitai Riyuu (逢いたい理由)                                                                 | Kyasu Morizuki                | Tetsuya Komuro    | 4:40 |
| 2. | Makenai Kokoro (負けない心)                                                                | Kenn Kato                     | Tetsuya Komuro    | 4:27 |
| 3. | PARADISE                                                                                   | kenko-p                       | Tetsuya Komuro    | 5:01 |
| 4. | MUSIC!!! (from 5th Anniversary Live)                                                       | Shigeco Ogula, Koichi Tsutaya | Koichi Tsutaya    |      |
| 5. | Winter lander!! (from 5th Anniversary Live)                                                | Jam                           | Miki Watanabe     |      |
| 6. | Hurricane Riri, Boston Mari (from 5th Anniversary Live) (ハリケーン・リリ、ボストン・マリ) | Mashima Masatoshi             | Mashima Masatoshi |      |

| 1. | Aitai Riyuu (逢いたい理由)                                                                 |  |
| 2. | Makenai Kokoro (負けない心)                                                                |  |
| 3. | PARADISE                                                                                   |  |
| 4. | MUSIC!!! (from 5th Anniversary Live)                                                       |  |
| 5. | Winter lander!! (from 5th Anniversary Live)                                                |  |
| 6. | Hurricane Riri, Boston Mari (from 5th Anniversary Live) (ハリケーン・リリ、ボストン・マリ) |  |